# Welbike

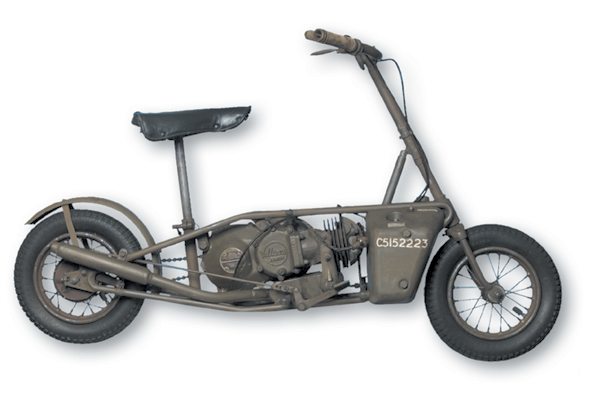
В полностью разложенном виде

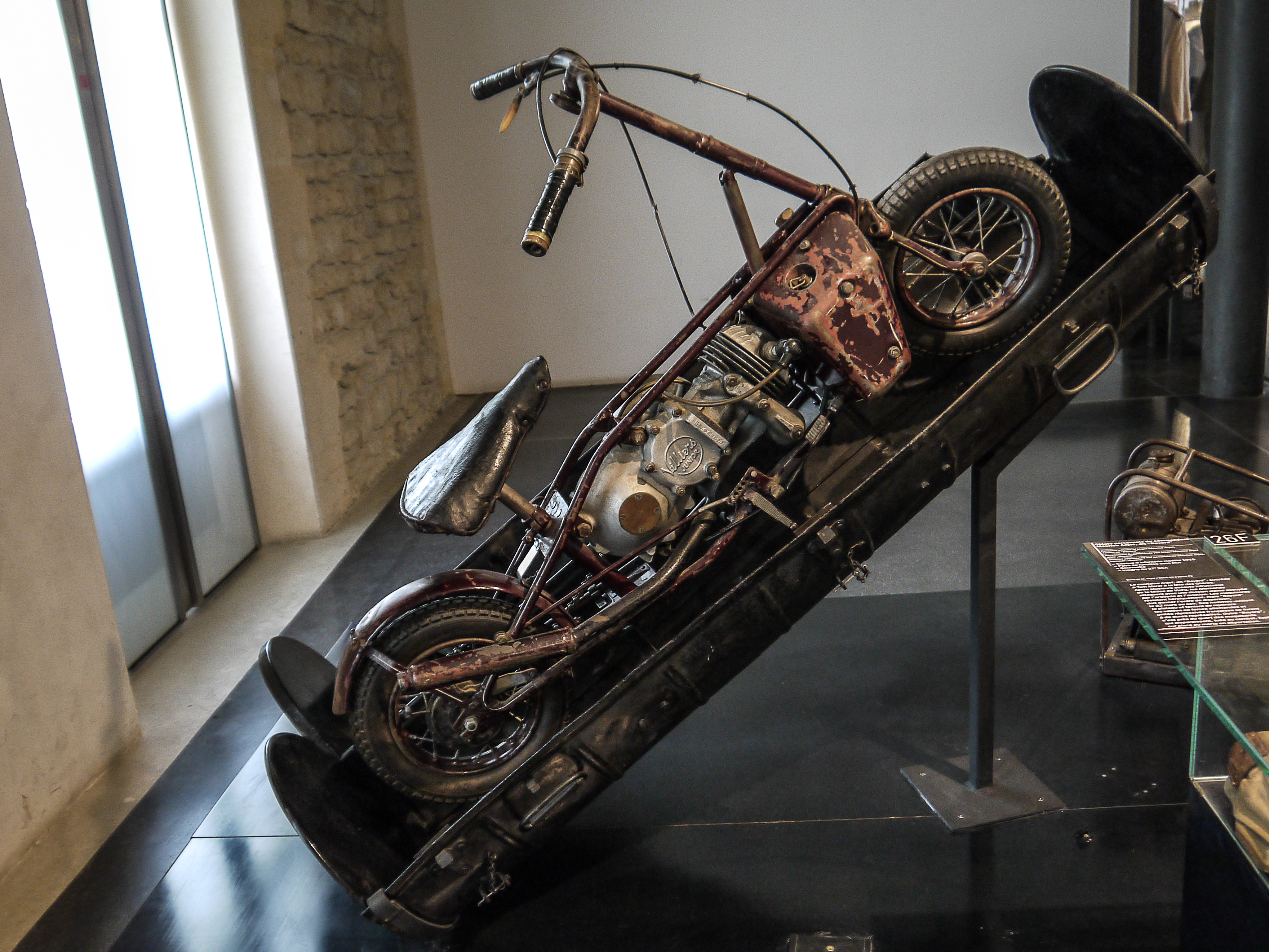
В контейнере, Музей армии

Welbike — лёгкий военный складной мотоцикл.
Разработан в УСО — британской разведывательно-диверсионной службе работавшей во время Второй мировой войны. В период между 1942 по 1945 год было выпущено 3853 штуки, но лишь немногие использовались в операциях УСО. Большая часть Welbike была отдана парашютному полку и использовалась в Арнеме, Нидерланды, во время операции «Маркет Гарден». Среди солдат «Welbike» получил прозвище «Famous James» («известный Джеймс»). Он оснащался 98-кубовым двухтактным одноцилиндровым двигателем с воздушным охлаждением и односкоростной трансмиссией. Предназначен для использования в спец. операциях, его можно было сбросить на парашюте, упаковав в цилиндрический контейнер диаметром 38 см.
Мотоцикл раскладывался и заводился за 15 секунд.

## ТТХ
- Вес — 32 кг
- Запас топлива — 3.7 литров
- Скорость — до 50 км/ч
- Запас хода без дозаправки — 145км
- Объём двигателя — 98 кубических сантиметров.